# Ojuunbaatar Midschiddordsch
Ojuunbaatar Midschiddordsch (mongolisch Мижиддорж Оюунбаатар, ᠮᠢᠵᠢᠳᠳᠣᠷᠵᠢ ᠣᠶᠤᠨᠪᠠᠭᠠᠲᠤᠷ; * 22. August 1996 in Erdenet) ist ein mongolischer Fußballspieler.

## Karriere

### Verein
Midschiddordsch stand von 2010 bis Juni 2017 beim Khangarid FC in Ulaanbaatar unter Vertrag. Er war der beste Torschütze der Liga für die Saison 2016 der mongolischen Premier League mit 29 Toren in 18 Auftritten. In diesem Jahr erhielt er auch die Auszeichnung als bester Stürmer der Liga. Von 2017 bis 2022 spielte er in dem wechselte Verein Ulaanbaatar City FC. 2022 wechselte er zum FC Ulaanbaatar.

### Nationalmannschaft
Midschiddordsch spielt seit 2016 für die Nationalmannschaft der Mongolei. Bisher absolvierte er 11 Länderspiele.